# Arthur Marder
Arthur Jacob Marder (* 8. März 1910 in Boston, Massachusetts; † 25. Dezember 1980 in Santa Barbara, Kalifornien) war ein US-amerikanischer Historiker. Marder wurde vor allem aufgrund seiner Arbeiten zur Geschichte der britischen Marine bekannt, insbesondere seine vielbändige History of the Royal Navy. From Dreadnought to Scapa Flow gilt als ein Standardwerk der historischen Forschung.

## Leben
Marder wurde 1910 in Boston als Sohn des Schneiders Maxwell J. Marder und seiner Ehefrau Ida Greenstein geboren. Er studierte an der Harvard University, wo er 1936 bei William L. Langer mit einer Arbeit über die Haldane-Mission von 1912 promovierte.
Von 1936 bis 1938 lehrte Marder an der University of Oregon, bevor er von 1939 bis 1941 nach Harvard zurückkehrte. Seine erste veröffentlichte Arbeit erschien 1940 (British Naval Policy, 1880-1905). Aufgrund der sich weiter verdüsternden internationalen Situation und seiner guten Kenntnisse der deutschen Sprache betätigte Marder sich von 1941 bis 1942 im Office of Strategic Services in Washington D.C., wo er vor allem als Analytiker Verwendung fand.
Danach verbrachte Marder den Rest seines Lebens als Universitätsgelehrter und Dozent an den Universitäten von Hawaii (1944–1964) und Irvine, einem neuen Campus der University of California (1964–1977). Seit 1970 war er korrespondierendes Mitglied der British Academy. 1972 wurde er in die American Academy of Arts and Sciences sowie in die American Philosophical Society gewählt. Eine Zwischenepisode war seine Tätigkeit als George Eastman Professor an der Universität Oxford. Die letzten zehn Jahre seiner Universitätstätigkeit waren dabei für Marder, obwohl kein „Reaktionär“, vor allem durch Reibungen mit der Studentenbewegung und mit einer neuen, von ihm als unverantwortlich empfundenen Professorengeneration geprägt, die ihn anstrengten und seine Forschungstätigkeit behinderten.
Sein Fleiß und seine Gründlichkeit, gepaart mit einem eingängigen Erzählstil und der Fähigkeit, präzise Schilderungen ohne Sperrigkeit zu verfassen, waren dabei nach John Horsfield (ODoNB) die Hauptgründe, die es Marder ermöglichten, einige „außerordentliche historische Arbeiten“ abzuliefern.
Nach seiner Emeritierung 1977 verließ Marder – zusammen mit seiner Frau Jan North, die er 1955 geheiratet hatte, – Orange County und zog nach Montecito, wo er im Dezember 1980 in seinem Haus im Woodland Drive, Santa Barbara, starb.

## Werke
1952 veröffentlichte Marder Portrait of an Admiral: the Life and Papers of Sir Herbert Richmond, einer Biografie, die er infolge seiner Begegnung mit Herbert Richmond – an den er ursprünglich in Zusammenhang mit dem Projekt eines Werkes über John Fisher herangetreten war – und unter Berücksichtigung von dessen privaten Tagebüchern verfasste. Es folgte von 1952 bis 1959 die dreibändige Monumentalbiografie Fear God and Dread Nought die, basierend auf Fishers Korrespondenz und privaten Papieren, das Leben des extravaganten Admirals nachzeichnete.
Marders Hauptwerk From Dreadnought to Scapa Flow erschien schließlich in fünf dickleibigen Bändern in den neun Jahren von 1961 bis 1970. In ihm beschreibt er die Geschichte der britischen Marine in den ersten zwanzig Jahren des 20. Jahrhunderts, beginnend mit dem Bau der Dreadnought-Schlachtschiffe in den letzten Jahren vor dem Ersten Weltkrieg, und endend mit der Selbstversenkung der deutschen Hochseeflotte in der Bucht von Scapa Flow 1919.
Es folgten From the Dardanelles to Oran (1974) und Operation Menace (1976). Sein Projekt einer Parallelgeschichte der britischen und der japanischen Flotte im Zweiten Weltkrieg blieb aufgrund seiner Erkrankung an Bauchspeicheldrüsenkrebs unvollendet. Lediglich der erste Band, des auf drei Teile angelegten Werkes, Old Friends, New Enemies konnte noch von ihm selbst fertiggestellt und 1981 posthum veröffentlicht werden. Der zweite Band wurde auf Grundlage der von Marder zusammengetragenen Arbeitsmaterialien von seinen früheren Schülern John Horsfield und Mark Jacobsen fertiggestellt und 1990 veröffentlicht.